# Finale Europees kampioenschap voetbal 1980
De finale van het Europees kampioenschap voetbal 1980 werd gehouden op 22 juni 1980 in het Stadio Olimpico in Rome. West-Duitsland bereikte voor de derde keer de finale. In 1972 werden de West-Duitsers Europees kampioen, vier jaar later waren ze verliezend finalist. Ditmaal nam West-Duitsland het op tegen buurland België. De Rode Duivels bereikten voor de eerste (en tot op heden ook de laatste) keer de finale van een groot toernooi. West-Duitsland won met 2-1 na twee doelpunten van spits Horst Hrubesch.

## Wedstrijdverslag

De opstellingen van de EK-finale van 1980.

Het meer ervaren West-Duitsland kwam al snel op voorsprong via een doelpunt van Horst Hrubesch. De kopsterke spits trapte na 10 minuten de bal hard in het doel. De Belgen gingen op zoek naar een gelijkmaker, maar die kwam er aanvankelijk niet. Pas ver in de tweede helft kenden de Rode Duivels wat geluk. François Van der Elst stormde op doel af, maar werd foutief gestopt door de West-Duitse libero Uli Stielike. Van der Elst werd buiten het strafschopgebied neergehaald, maar de Roemeense scheidsrechter Nicolae Rainea wees naar de stip. René Vandereycken trapte de penalty binnen. Er leken verlengingen aan te komen tot opnieuw Hrubesch zich de sterkste toonde in een luchtduel. Net voor het einde van de reguliere speeltijd kopte hij zijn tweede goal tegen de netten.

## Het kopbalmonster
Horst Hrubesch nekte in de EK-finale van 1980 in zijn eentje de Rode Duivels. Zijn tweede doelpunt scoorde hij niet toevallig met het hoofd. Hrubesch stond in Europa bekend als Das Kopfball-Ungeheuer (het kopbalmonster). De niet zo stijlrijke, maar fysiek sterke West-Duitser werd in België niet erg geliefd na zijn twee goals in de finale. Desondanks haalde Standard Luik hem in 1983 naar België. Hrubesch speelde twee seizoenen voor de Rouches en keerde daarna terug naar Duitsland.

### Wedstrijdgegevens
|                                       |                   |       |                         |                                                                                      |
| 22 juni 1980 «onderlinge duels» 20:30 | West-Duitsland    | 2 – 1 | België                  | Stadio Olimpico, Rome Toeschouwers: 47.864 Scheidsrechter: Nicolae Rainea (Roemenië) |
| 22 juni 1980 «onderlinge duels» 20:30 | Hrubesch 10', 88' |       | 75' (pen.) Vandereycken | Stadio Olimpico, Rome Toeschouwers: 47.864 Scheidsrechter: Nicolae Rainea (Roemenië) |

| West-Duitsland | België |

| West-Duitsland: |    |                       |            |
|                 |    |                       |            |
| GK              | 1  | Harald Schumacher     |            |
| RWB             | 20 | Manfred Kaltz         |            |
| CB              | 5  | Bernard Dietz         |            |
| CB              | 15 | Uli Stielike          |            |
| CB              | 4  | Karlheinz Förster     | Kreeg geel |
| LWB             | 2  | Hans-Peter Briegel    | 55'        |
| CM              | 6  | Bernd Schuster        |            |
| CM              | 10 | Hansi Müller          |            |
| AM              | 8  | Karl-Heinz Rummenigge |            |
| CF              | 9  | Horst Hrubesch        |            |
| CF              | 11 | Klaus Allofs          |            |
| Wisselspelers:  |    |                       |            |
| DF              | 3  | Bernhard Cullmann     | 55'        |
| Coach:          |    |                       |            |
| Jupp Derwall    |    |                       |            |

| België:        |    |                       |            |
|                |    |                       |            |
| GK             | 12 | Jean-Marie Pfaff      |            |
| RB             | 2  | Eric Gerets           |            |
| CB             | 4  | Walter Meeuws         |            |
| CB             | 3  | Luc Millecamps        | Kreeg geel |
| LB             | 5  | Michel Renquin        |            |
| RM             | 6  | Julien Cools          |            |
| CM             | 8  | Wilfried Van Moer     |            |
| CM             | 7  | René Vandereycken     | Kreeg geel |
| LM             | 17 | Raymond Mommens       |            |
| CF             | 9  | François Van der Elst | 0          |
| CF             | 11 | Jan Ceulemans         |            |
| Wisselspelers: |    |                       |            |
| GK             | 1  | Theo Custers          |            |
| MF             | 15 | René Verheyen         |            |
| Coach:         |    |                       |            |
| Guy Thys       |    |                       |            |

KBVB · A-internationals · Selecties · Statistieken · Bondscoaches · Belgisch vrouwenelftal · Olympisch elftal · België U21 · België U20 · België U19 · België U18 · België U17 · België U16 · Vrouwen U19 · Vrouwen U17
Albanië ·
Algerije ·
Andorra ·
Argentinië ·
Armenië ·
Australië ·
Azerbeidzjan ·
Bosnië en Herzegovina · 
Brazilië ·
Bulgarije ·
Burkina Faso ·
Canada ·
Chili ·
Colombia ·
Costa Rica ·
Cyprus ·
DDR ·
Denemarken ·
Duitsland ·
Egypte ·
El Salvador ·
Engeland ·
Estland ·
Faeröer ·
Finland ·
Frankrijk ·
Gabon ·
Gibraltar ·
Griekenland ·
Hongarije ·
Ierland ·
IJsland ·
Irak ·
Israël ·
Italië ·
Ivoorkust ·
Japan ·
Joegoslavië ·
Kazachstan ·
Kroatië · 
Letland ·
Litouwen ·
Luxemburg ·
Malta ·
Marokko ·
Mexico ·
Montenegro · 
Nederland ·
Noord-Ierland ·
Noord-Macedonië ·
Noorwegen ·
Oekraïne ·
Oostenrijk ·
Panama · 
Paraguay ·
Peru ·
Polen ·
Portugal ·
Qatar ·
Roemenië ·
Rusland ·
San Marino ·
Saoedi-Arabië ·
Schotland ·
Servië ·
Servië en Montenegro ·
Slovenië ·
Slowakije ·
Sovjet-Unie ·
Spanje ·
Tsjechië ·
Tsjecho-Slowakije ·
Tunesië · 
Turkije · 
Uruguay · 
Verenigde Staten · 
Wales · 
Wit-Rusland ·
Zambia · 
Zuid-Korea · 
Zweden · 
Zwitserland
Algerije (2014) ·
Argentinië (2014) · 
Brazilië (2018) · 
Canada (2022) · 
Denemarken (2021) · 
Engeland (2018, 1) · 
Engeland (2018, 2) · 
Finland (2021) · 
Frankrijk (1904) ·
Frankrijk (2018) · 
Ierland (2016) · 
Italië (2016) · 
Italië (2021) · 
Japan (2018) · 
Kroatië (2022) · 
Marokko (2022) · 
Nederland (1985) · 
Panama (2018) ·
Polen (1982) · 
Portugal (2021) · 
Rusland (2014) · 
Rusland (2021) · 
Sovjet-Unie (1982) · 
Tunesië (2018) · 
Verenigde Staten (2014) ·
West-Duitsland (1980) · 
Zuid-Korea (2014)
DFB · A-internationals · Bondscoaches · Duits vrouwenelftal · Olympisch elftal · Duitsland U21 · Duitsland U20 · Duitsland U19 · Duitsland U18 · Duitsland U17 · Duitsland U16 · Vrouwen U17
1905 – 1919 · 
1920 – 1929 · 
1930 – 1939 · 
1940 – 1949 · 
1950 – 1959 · 
1960 – 1969 · 
1970 – 1979 · 
1980 – 1989 · 
1990 – 1999 · 
2000 – 2009 · 
2010 – 2019 · 
2020 – 2029
EK's: 1972 · 
1976 · 
1980 · 
1984 · 
1988 · 
1992 · 
1996 · 
2000 · 
2004 · 
2008 · 
2012 · 
2016 · 
2020 · 
2024
CC: 1999 · 
2005 · 
2017
WK's: 1934 ·
1938 · 
1954 · 
1958 · 
1962 · 
1966 · 
1970 · 
1974 · 
1978 · 
1982 · 
1986 · 
1990 · 
1994 · 
1998 · 
2002 · 
2006 · 
2010 · 
2014 · 
2018 · 
2022
OS: 1912 ·
1928 ·
1936 ·
2016 ·
2020
Albanië ·
Algerije ·
Argentinië ·
Armenië ·
Australië ·
Azerbeidzjan ·
België ·
Bohemen en Moravië ·
Bolivia ·
Bosnië en Herzegovina ·
Brazilië ·
Bulgarije ·
Canada ·
Chili ·
China ·
Colombia ·
Costa Rica ·
Cyprus ·
DDR ·
Denemarken ·
Ecuador ·
Egypte ·
Engeland ·
Estland ·
Faeröer ·
Finland ·
Frankrijk ·
Georgië ·
Ghana ·
Gibraltar ·
GOS ·
Griekenland ·
Hongarije ·
Ierland ·
IJsland ·
Iran ·
Israël ·
Italië ·
Ivoorkust ·
Japan ·
Joegoslavië ·
Kameroen ·
Kazachstan ·
Koeweit ·
Kroatië ·
Letland ·
Liechtenstein ·
Litouwen ·
Luxemburg ·
Malta ·
Marokko ·
Mexico ·
Moldavië ·
Nederland ·
Nieuw-Zeeland ·
Nigeria ·
Noord-Ierland ·
Noord-Macedonië ·
Noorwegen ·
Oekraïne ·
Oman ·
Oostenrijk ·
Paraguay ·
Peru ·
Polen ·
Portugal ·
Roemenië ·
Rusland ·
Saarland ·
San Marino ·
Saoedi-Arabië ·
Schotland ·
Servië ·
Servië en Montenegro · 
Slovenië ·
Slowakije ·
Sovjet-Unie ·
Spanje ·
Thailand ·
Tsjechië ·
Tsjecho-Slowakije ·
Tunesië ·
Turkije ·
Uruguay ·
Verenigde Arabische Emiraten ·
Verenigde Staten ·
Wales ·
Wit-Rusland ·
Zuid-Afrika ·
Zuid-Korea ·
Zweden ·
Zwitserland
Algerije (1982) · 
Algerije (2014) · 
Argentinië (1986) ·
Argentinië (1990) ·
Argentinië (2006) ·
Argentinië (2014) · 
Australië (2010) ·
België (1980) · 
Brazilië (2002) ·
Brazilië (2014) · 
Chili (1982) ·
Costa Rica (2006) ·
Denemarken (1992) ·
Denemarken (2012) · 
Ecuador (2006) ·
Engeland (1966) ·
Engeland (1982) ·
Engeland (2010) ·
Engeland (2021) ·
Frankrijk (2014) · 
Frankrijk (2021) · 
Ghana (2014) ·
Griekenland (2012) · 
Hongarije (1954, 2) ·
Hongarije (2021) ·
Italië (1982) ·
Italië (2006) ·
Italië (2012) · 
Japan (2022) · 
Kroatië (2008) ·
Mexico (2018) ·
Nederland (1974) ·
Nederland (2012) ·
Oekraïne (2016) ·
Oostenrijk (1982) ·
Oostenrijk (2008) ·
Polen (2006) ·
Polen (2008) ·
Polen (2016) ·
Portugal (2006) ·
Portugal (2008) ·
Portugal (2012) ·
Portugal (2014) ·
Portugal (2021) ·
Servië (2010) ·
Sovjet-Unie (1972) · 
Spanje (1982) ·
Spanje (2008) ·
Spanje (2022) ·
Tsjechië (1996, 2) · 
Tsjecho-Slowakije (1976) ·
Turkije (2008) ·
Verenigde Staten (2014) ·
Zuid-Korea (2018) ·
Zweden (2006)